# Barama
Barama – rzeka w Gujanie. Ma 190 km długości. Wypływa w pobliżu granicy Gujany z Wenezuelą. Płynie w kierunku północno-wschodnim, uchodzi do rzeki Waini. W pobliżu rzeki znajdują się naturalne złoża złota i manganu. W październiku 2011 roku otwarto nad rzeką lądowisko w celu ułatwienia transportu mieszkańcom terenów nadrzecznych.